# Yūichi Ikeda
Yūichi Ikeda (jap. 池田 雄一, Ikeda Yūichi; * 7. Juni 1984) ist ein japanischer Badmintonspieler.

## Karriere
Yūichi Ikeda besuchte die Mittelschule Okagaki im gleichnamigen Ort in der Präfektur Fukuoka und anschließend die private Jungenschule Kantō-Daiichi-Oberschule in Edogawa in der Präfektur Tokio. Während dieser Zeit hatte er seine ersten größeren Erfolge, als er 2001 Meister im Einzel bei den Inter-High-Oberschulmeisterschaften (高校総体, kōkō sōtai) wurde, was er im Jahr darauf wiederholen und auf das Doppel ausweiten konnte.
Im Februar 2007 trat er in das Unternehmen Nihon Unisys ein und spielt seitdem für deren Werksteam. Von 2005 bis 2007 nahm er an der Meisterschaft der Erwachsenen teil und siegte dreimal in Folge im Einzel und wurde bei der japanischen Badminton-Meisterschaft 2008 Dritter im Einzel.
International gewann er bereits 2002 die Nigeria International und 2003 die Iran International. Bei den Australian Open des letztgenannten Jahres wurde er Zweiter. 2004 siegte er bei den Giraldilla International, 2008 bei den Bulgarian International. 2010 war er bei den Peru International erfolgreich.

## Sportliche Erfolge
| Saison | Veranstaltung              | Disziplin    | Platz | Name                      |
| ------ | -------------------------- | ------------ | ----- | ------------------------- |
| 2002   | Nigeria International      | Herrendoppel | 1     | Shoji Sato / Yuichi Ikeda |
| 2003   | Iran International         | Herrendoppel | 1     | Shoji Sato / Yuichi Ikeda |
| 2003   | Australian Open            | Herreneinzel | 2     | Yuichi Ikeda              |
| 2004   | Giraldilla International   | Herreneinzel | 1     | Yuichi Ikeda              |
| 2004   | Estonian International     | Herreneinzel | 1     | Yuichi Ikeda              |
| 2008   | Bulgarian International    | Herreneinzel | 1     | Yuichi Ikeda              |
| 2008   | Japan: Einzelmeisterschaft | Herreneinzel | 3     | Yuichi Ikeda              |
| 2010   | Peru International         | Herreneinzel | 1     | Yuichi Ikeda              |